# Drassodes angulus
Drassodes angulus är en spindelart som beskrevs av Norman I. Platnick och Mohammad U. Shadab 1976. Drassodes angulus ingår i släktet Drassodes och familjen plattbuksspindlar. Inga underarter finns listade i Catalogue of Life.